# Pablo Clain
Paul Klein (* 25. Januar 1652, Eger, Böhmen; † 30. August 1717, Manila, Philippinen; am häufigsten bezeichnet als span: Pablo Clain, lat.: Paulus Klein, tschech.: Pavel Klein) war ein Jesuit, Missionar, Pharmazeut, Botaniker, Autor einer astronomischen Observation, Schriftsteller, Rektor des Colegio de Cavite, sowie Rektor des Colegio de San José und später Ordens-Provinzial der Philippinen. Klein ist bekannt als wichtige Persönlichkeit im Manila des 18. Jahrhunderts.
Er verfasste ein standardisiertes Tagalog-Wörterbuch und war der erste Europäer, der den Inselstaat Palau beschrieb und die erste Karte zeichnete. Darüber hinaus verfasste er eine astronomische Observation zu einer Mondfinsternis in Manila, sowie einen Überblick über philippinische Heilpflanzen in Tagalog und in europäischen Sprachen und einige Rezepte für deren Anwendung.

## Leben
Paul Klein wurde als Sohn des Fähnrichs Johannes Ignatius Klein, der aus Prag stammte und dessen Ehefrau Anna Barbar in Eger, im damaligen Königreich Böhmen, geboren und am 28. Februar 1652 auf die Vornamen Paulus Albertus getauft.
1669 trat er in die Gesellschaft Jesu ein und bewarb sich 1678 um einen Auftrag in den Kolonien, woraufhin er bereits im selben Jahr mit der vierten Mission von Jesuiten aus Böhmen auf die Philippinen geschickt wurde. Diese Gesandtschaft bestand hauptsächlich aus Medizinern und Pharmazeuten. Die Reise führte über Genua, Spanien und Mexiko (1681) auf die Philippinen, wo die Missionare 1682 anlangten.
Zunächst wurde Klein als Pharmazeut eingesetzt. Seine Aufgabe bestand darin, Pflanzen anzuwenden und zu botanisieren. Dadurch wurde er zum ersten Europäer, der systematisch die Heilpflanzen der Philippinen beschrieb und die landläufigen Namen auf Tagalog, Visaya und Pampanga in seinem Remedios fáciles para diferentes enfermedades... 1712 aufzeichnete.
Klein war auch ein bedeutender Erzieher. Er fungierte zunächst als Professor am jesuitischen Kolleg und wurde später Rektor des Colegio de Cavite und des Colegio de San José. In dieser Zeit veröffentlichte er auch einige religiöse Texte und spielte eine wichtige Rolle bei der Gründung der Schwesternschaft La Cofradía de Hermanas de Religiosa de la Virgen María (RVM) 1684 in Manila. Er war der geistliche Direktor und Gründer.
1686 beschrieb er die Mondfinsternis in Manila.
Ab 1708 war Klein Provinzial der Jesuiten in den Philippinen (bis 1712).

## Sprachen und das Tagalog-Wörterbuch
Kleins Muttersprache, in der er auch eine ganze Reihe seiner Briefe verfasste, war Tschechisch. Daneben sprach er Latein (seine Korrespondenzsprache), Spanisch, Deutsch und lernte auf den Philippinen Tagalog, Visaya und Pampanga.
Er sprach Tagalog und verfasste das erste grundlegende Wörterbuch dieser Sprache, das er später an Francisco Jansens und José Hernandez weitergab. Auf dieser Grundlage erstellten Juan de Noceda (SJ) und Pedro de Sanlucar (SJ) das Vocabulario de la Lengua Tagala, das 1754 in Manila erstmals veröffentlicht wurde.

## Entdeckung von Palau
1696 strandete eine Gruppe von Eingeborenen an der Nordküste der Insel Samar (Visaya-Inseln, Ost-Philippinen). Klein konnte sie am 28. Dezember 1696 kennenlernen und beschrieb in einem Brief im Juni 1697 an den Generalsuperior zum ersten Mal dieses Zusammentreffen und fügte die erste Karte von Palau an, die er anhand einer Skizze von 87 Kieseln im Sand angefertigt hatte. Sein Brief kommt in fast allen späteren Dokumenten vor. Die Karte wird als Schlüssel angesehen für eine starke neue Missionsbewegung der philippinischen Jesuiten. Die ersten Schiffe wurden 1700, 1708 und 1709 ausgesandt, die jedoch alle sanken. Das erste Schiff erreichte Palau 1710.

## Pharmazie und Botanik im Dienst der Philippinen
Klein beschrieb viele Heilpflanzen der Philippinen und zeichnete die Namen in Latein, Spanisch, Tagalog, Visaya und Pampanga zusammen mit ihrer medizinischen Anwendung auf. Am bekanntesten sind seine Rezepte für Medizin aus lokalen Kräutern und Ingredienzen, die 1712 veröffentlicht wurden. Im Unterschied zu dem umfangreichen Werk seines Landsmannes Georg Joseph Kamel, das auch in Europa großes Interesse erweckte, konzentrierte sich Klein in seiner Arbeit auf die Behandlung der Einheimischen. Einige seiner Rezepte werden bis heute angewendet.

## Werk
Neben seinen botanischen und pharmazeutischen Schriften verfasste Klein auch viele religiöse Schriften, die im 18. Jahrhundert in Manila auf Spanisch und auf Tagalog veröffentlicht wurden.
- Remedios fáciles para differentes enfermedades apuntados por el Padre Pablo Clain de la Companía de Jesús para el alivio y socorro de los Ministros evangélicos de las doctrinas de los naturales..., Universidad de Santo Tomás de Aquino, Manila 1712, 2nd edition, Madrid 1852.
- Pensamientos christianos: sa macatovid manga paninisisdimin nang tavong christiano sa arao halagang sangbovon, 1748.
- Beneficios, y favores singulares hechos por el glorioso archangel san Rafael al santo patriarca Tobias, y su familia, 1754.
- Vocabulario de la Lengua Tagala, Manila, 1754 mit Erweiterungen durch Juan de Noceda und Pedro de Sanlucar herausgegeben.